# Всеобщие выборы в Венесуэле (1947)
Всеобщие выборы в Венесуэле — президентские и парламентские выборы, состоявшиеся 14 декабря 1947 года. Президентом страны был избран Ромуло Гальегос, кандидат партии Демократическое действие, за которого отдали свои голоса 74,3% избирателей, принявших участие в выборах. На парламентских выборах победу одержала левоцентристская сила Демократическое действие, получившая 83 из 110 мест в Палате депутатов и 38 из 46 мест в Сенате. Это были первые честные выборы в венесуэльской истории.

## Президентские выборы
В выборах президента Венесуэлы приняли участие кандидаты от трёх партий. Партия Демократическое действие, годом ранее выигравшая выборы в Конституционную ассамблею, выдвинула одного из своих основателей, популярного в Венесуэле писателя и журналиста Ромуло Гальегоса, бывшего парламентария, занимавшего должности министра образования и мэра венесуэльской столицы Каракаса. Кандидатом Социал-христианской партии (КОПЕЙ) стал её соучредитель, известный юрист, социолог и политолог Рафаэль Кальдера, также в прошлом парламентарий, в 1946—1947 годах один из членов конституционной комиссии, разрабатывавшей новый Основной закон страны. Коммунистов на выборах представлял Густаво Мачадо, адвокат и политик, один из основателей Компартии Венесуэлы (КПВ) и Компартии Кубы (КПК), активный борец с диктаторскими режимами.
| Кандидат                          | Партия                            | Голоса    | %    |
| --------------------------------- | --------------------------------- | --------- | ---- |
| Ромуло Гальегос                   | Демократическое действие          | 871 752   | 74,3 |
| Рафаэль Кальдера                  | КОПЕЙ                             | 262 204   | 22,4 |
| Густаво Мачадо                    | Компартия Венесуэлы               | 38 587    | 3,3  |
| Недействительные/пустые бюллетени | Недействительные/пустые бюллетени |           | –    |
| Всего                             | Всего                             | 1 172 543 | 100  |
| Источник: Nohlen                  |                                   |           |      |

## Парламентские выборы
| Партия                                | Оригинальное название                             | Голоса    | %    | Места  | Места |
| Партия                                | Оригинальное название                             | Голоса    | %    | Палата | Сенат |
| ------------------------------------- | ------------------------------------------------- | --------- | ---- | ------ | ----- |
| Демократическое действие              | исп. Acción Democrática, AD                       | 838 526   | 70,8 | 83     | 38    |
| Социал-христианская партия — КОПЕЙ    | исп. Copei                                        | 200 695   | 17,0 | 16     | 4     |
| Демократический республиканский союз  | исп. Unión Republicana Democrática, URD           | 51 427    | 4,3  | 4      | 1     |
| Коммунистическая партия Венесуэлы     | исп. Partido Comunista de Venezuela, PCV          | 43 190    | 3,6  | 3      | 1     |
| Республиканская федералистская партия | исп. Partido Federal Republicano, PFR             | 39 491    | 3,3  | 3      | 2     |
| Революционная партия пролетариата     | исп. Partido revolucionario del proletariado, PRP | 7 068     | 0,6  | 1      | 0     |
| PLT                                   | исп. PLT                                          | 1 300     | 0,1  | 0      | 0     |
| Социалистическая партия Венесуэлы     | исп. Partido Socialista de Venezuela, PSV         | 1 207     | 0,1  | 0      | 0     |
| PLT                                   | исп. PLT                                          | 860       | 0,1  | 0      | 0     |
| Недействительные/пустые бюллетени     | Недействительные/пустые бюллетени                 | 15 105    | –    | –      | –     |
| Всего                                 | Всего                                             | 1 198 869 | 100  | 110    | 46    |
| Источник: Nohlen                      |                                                   |           |      |        |       |

| Народное голосование (%) | Народное голосование (%) | Народное голосование (%) | Народное голосование (%) | Народное голосование (%) |
| ------------------------ | ------------------------ | ------------------------ | ------------------------ | ------------------------ |
| AD                       |                          |                          | 70.84 %                  |                          |
| Copei                    |                          |                          | 16.95 %                  |                          |
| URD                      |                          |                          | 4.34 %                   |                          |
| PCV                      |                          |                          | 3.65 %                   |                          |
| PFR                      |                          |                          | 3.34 %                   |                          |
| Другие                   |                          |                          | 0.88 %                   |                          |

| Распределение мест в Палате депутатов (%) | Распределение мест в Палате депутатов (%) | Распределение мест в Палате депутатов (%) | Распределение мест в Палате депутатов (%) | Распределение мест в Палате депутатов (%) |
| ----------------------------------------- | ----------------------------------------- | ----------------------------------------- | ----------------------------------------- | ----------------------------------------- |
| AD                                        |                                           |                                           | 75.45 %                                   |                                           |
| Copei                                     |                                           |                                           | 14.55 %                                   |                                           |
| URD                                       |                                           |                                           | 3.64 %                                    |                                           |
| PCV                                       |                                           |                                           | 2.73 %                                    |                                           |
| PFR                                       |                                           |                                           | 2.73 %                                    |                                           |
| Другие                                    |                                           |                                           | 0.91 %                                    |                                           |

| Распределение мест в Сенате (%) | Распределение мест в Сенате (%) | Распределение мест в Сенате (%) | Распределение мест в Сенате (%) | Распределение мест в Сенате (%) |
| ------------------------------- | ------------------------------- | ------------------------------- | ------------------------------- | ------------------------------- |
| AD                              |                                 |                                 | 82.61 %                         |                                 |
| Copei                           |                                 |                                 | 8.70 %                          |                                 |
| PFR                             |                                 |                                 | 4.35 %                          |                                 |
| Другие                          |                                 |                                 | 4.34 %                          |                                 |